# Fierville-les-Mines
Fierville-les-Mines – miejscowość i gmina we Francji, w regionie Normandia, w departamencie Manche.
Według danych na rok 1990 gminę zamieszkiwało 245 osób, a gęstość zaludnienia wynosiła 33 osoby/km² (wśród 1815 gmin Dolnej Normandii Fierville-les-Mines plasuje się na 646. miejscu pod względem liczby ludności, natomiast pod względem powierzchni na miejscu 688.).